# ヘンリー・マーティン・テイラー
ヘンリー・マーティン・テイラー（英: Henry Martyn Taylor、1842年6月6日– 1927年10月16日
）はイングランドの数学者、法廷弁護士。
テイラーは、ブリストルの牧師ジェームズ・テイラー（James Taylor）とイライザ・ジョンソン（Eliza Johnson）の次男に生まれた。ウェイクフィールドで学び、トリニティ・カレッジに入学した。1865年、サードラングラーを得て学士を卒業した。
1894年、ケンブリッジ大学出版の雑誌エウクレイデスの編集の準備の際に失明して、点字楽譜の記法を開発した。彼の巧妙で優れた考えにより生まれた点字の表記によって、多くの先進的な化学・数学の作品が転写された。1917年、英国王立盲人協会のスタッフメンバーであるエンブレン（Emblen）氏の援助で、それらを完成させた。テイラーの開発した点字は非常に包括的で、統一英語点字やネメス点字が採用されるまで、英語圏の数学・化学の記法に採用されていた。
1898年6月、王立協会フェローに選出された。1900年から1901年、ケンブリッジ州長を務めた。王立天文学会フェローでもあった。
テイラーはケンブリッジで没しアセンション教区墓地に母イライザ・テイラー（ジョンソンは旧姓）とともに埋葬された。